# SaccageParis
 (janvier 2025).
#SaccageParis est un mouvement qui s'attache à dénoncer les dégradations patrimoniale, culturelle et sociale dont pâtirait Paris sous la gouvernance d'Anne Hidalgo.
Dans un premier temps, la ville de Paris évoque une campagne de « dénigrements » puis qualifie le mouvement de « lanceur d'alerte » et engage des actions répondant aux interpellations des participants. En 2021, #SaccageParis est en huitième position des mots-dièses les plus utilisés en France.
Le mouvement peine toutefois à mobiliser les Parisiens sur le terrain, plusieurs manifestations n'ayant rassemblé à chaque fois que quelques centaines de personnes,,.

## Histoire
Le mouvement saccageparis apparait au premier trimestre 2021. Il commence par un mot-dièse sur Twitter lancé par un anonyme sous le pseudonyme de « Paname Propre » et repris par des médias plus traditionnels.
La presse étrangère, notamment de pays dont des touristes à Paris sont originaires, s'en fait parfois l'écho,,. Ainsi le New York Post indique que le hashtag #SaccageParis est devenu viral sur Twitter avec des photographies de certaines rues « débordantes d'ordures », annonçant, selon la Tribune de Genève, le « déclassement de la Ville Lumière ». Le magazine en ligne La Tribune de l'Art, spécialisé dans la défense du patrimoine artistique, s'en fait l'écho.
En 2021, #Saccageparis est en huitième position des mots-dièses les plus utilisés en France selon Visibrain, un service de veille des réseaux sociaux. Le concept s'est étendu à d'autres villes sous la forme de #saccagetoulouse, #saccagemarseille, #saccagegrenoble, etc.
Le cabinet d’études Saper Vedere a analysé que le recours au mot dièse #SaccageParis avait été la plus grosse crise numérique de 2021 en France, avec une volumétrie record : 2 301 990 tweets entre le 1er janvier et le 31 décembre, devançant ainsi les sujets « Super Ligue de football », « Coca Cola et Cristiano Ronaldo », « l’UEFA » et « WhatsApp ».
Deux premières manifestations sont organisées les 6 juillet et 10 octobre 2021 devant l'hôtel de ville de Paris ; elles rassemblent quelques centaines de personnes,.
Un an après le début du mouvement, le mot-dièse #SaccageParis est associé à presque 3 millions de messages postés sur le réseau social Twitter ; les 3,5 millions sont dépassés fin mai 2022.
Une troisième manifestation a lieu le 26 juin 2022 ; elle ne rassemble que 200 personnes,.

### Revendications
Parmi les revendications mises en avant par le mouvement figurent :
- l'entretien du patrimoine[17] et certaines innovations jugées hasardeuses comme les « Naturinoirs »[18], les bancs Champignon ou les bancs Mikado[19] ;
- la gestion de la propreté[20],[21], ainsi que des ordures ménagères[7] ;
- le manque d'entretien et la pauvreté de l'aménagement des pieds d'arbres, en partie consécutifs à des permis de végétaliser suivis d'un abandon[22] ;
- la responsabilité de la ville est aussi mise en cause dans l'explosion de la rue de Trévise[14] ;
- les débordements de la crise du crack à Paris et l'errance des usagers de drogues dans divers lieux de la capitale[23] ;
- les restrictions à la circulation automobile[24] ;
- la sauvegarde des jardins des Champs-Élysées en leur état[25] ;
- l'invasion de certains parcs et jardins par des rats[26].

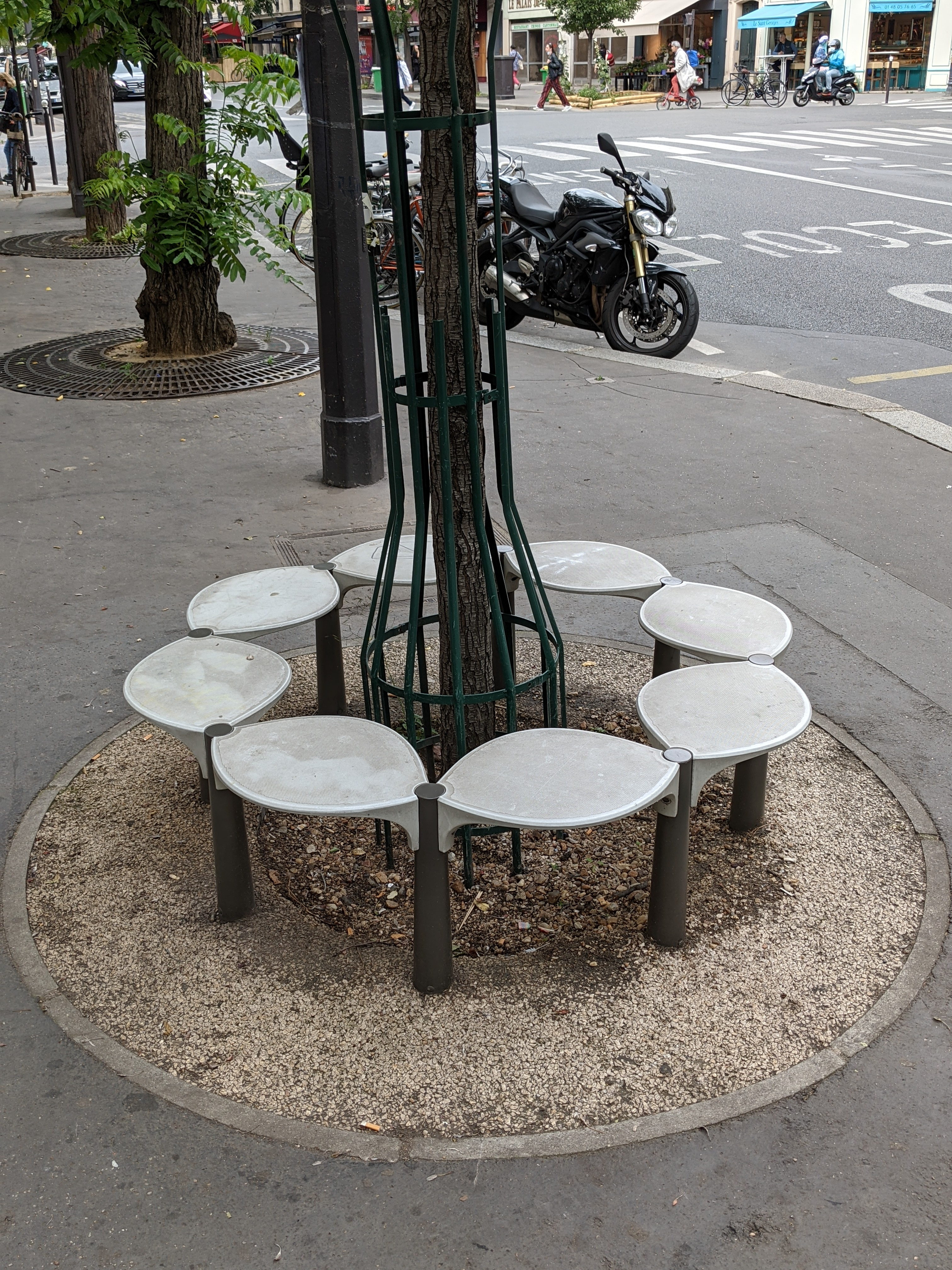
Les bancs Champignon critiqués par #SaccageParis (juillet 2021)[19].
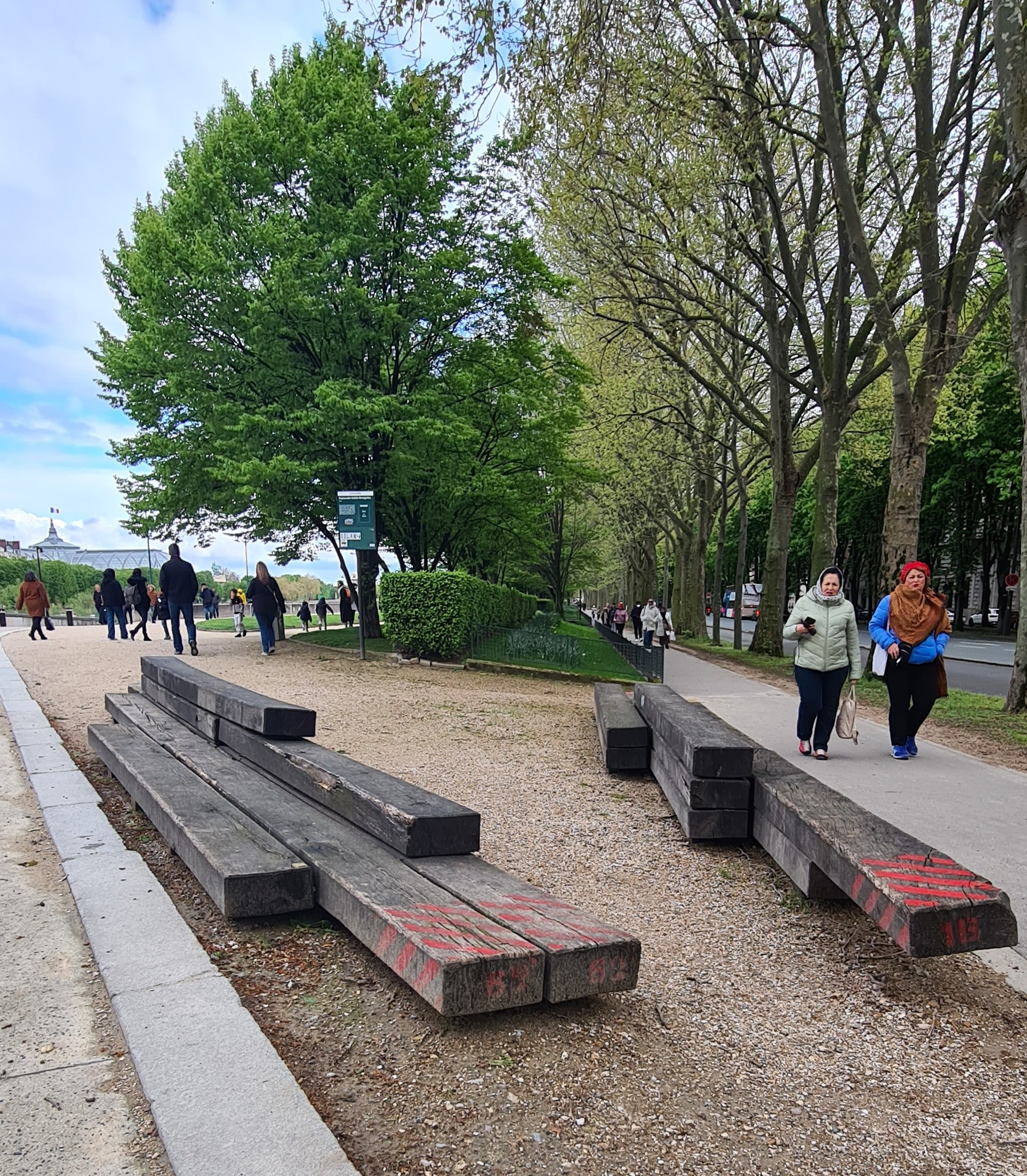
Les bancs Mikado, également critiqués (avril 2023).
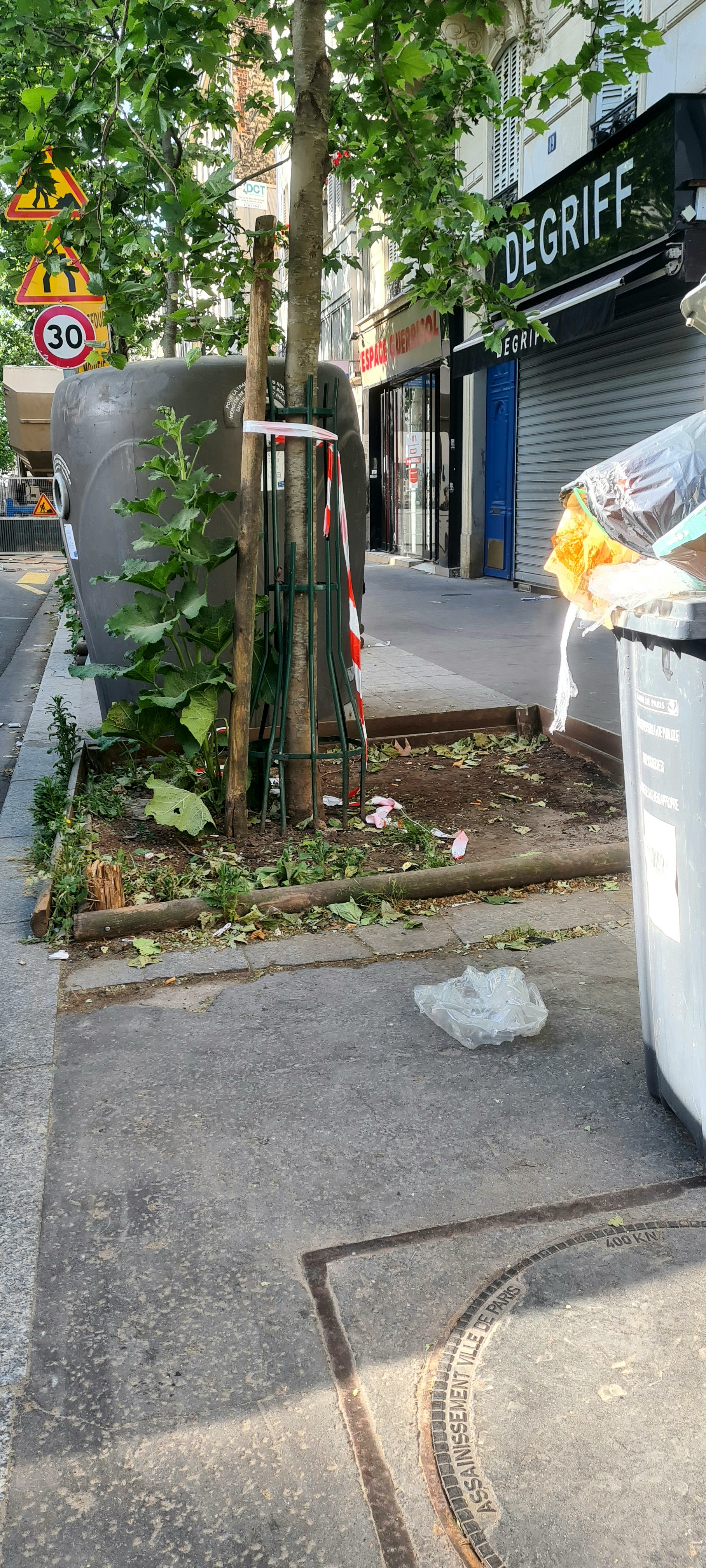
Pied d'arbre végétalisé de l'avenue de Clichy (mai 2022), abandonné.
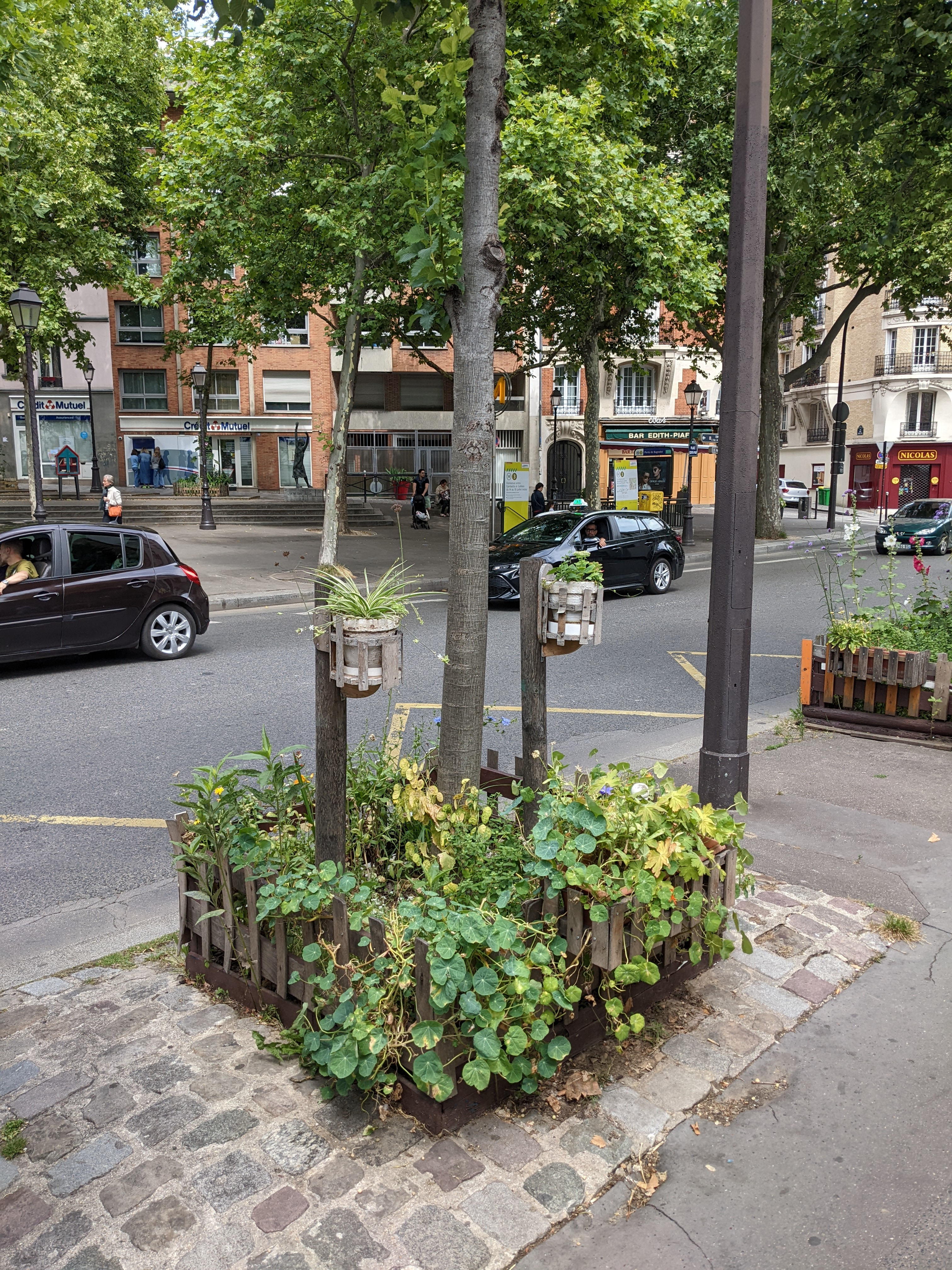
Pied d'arbre végétalisé correctement entretenu.
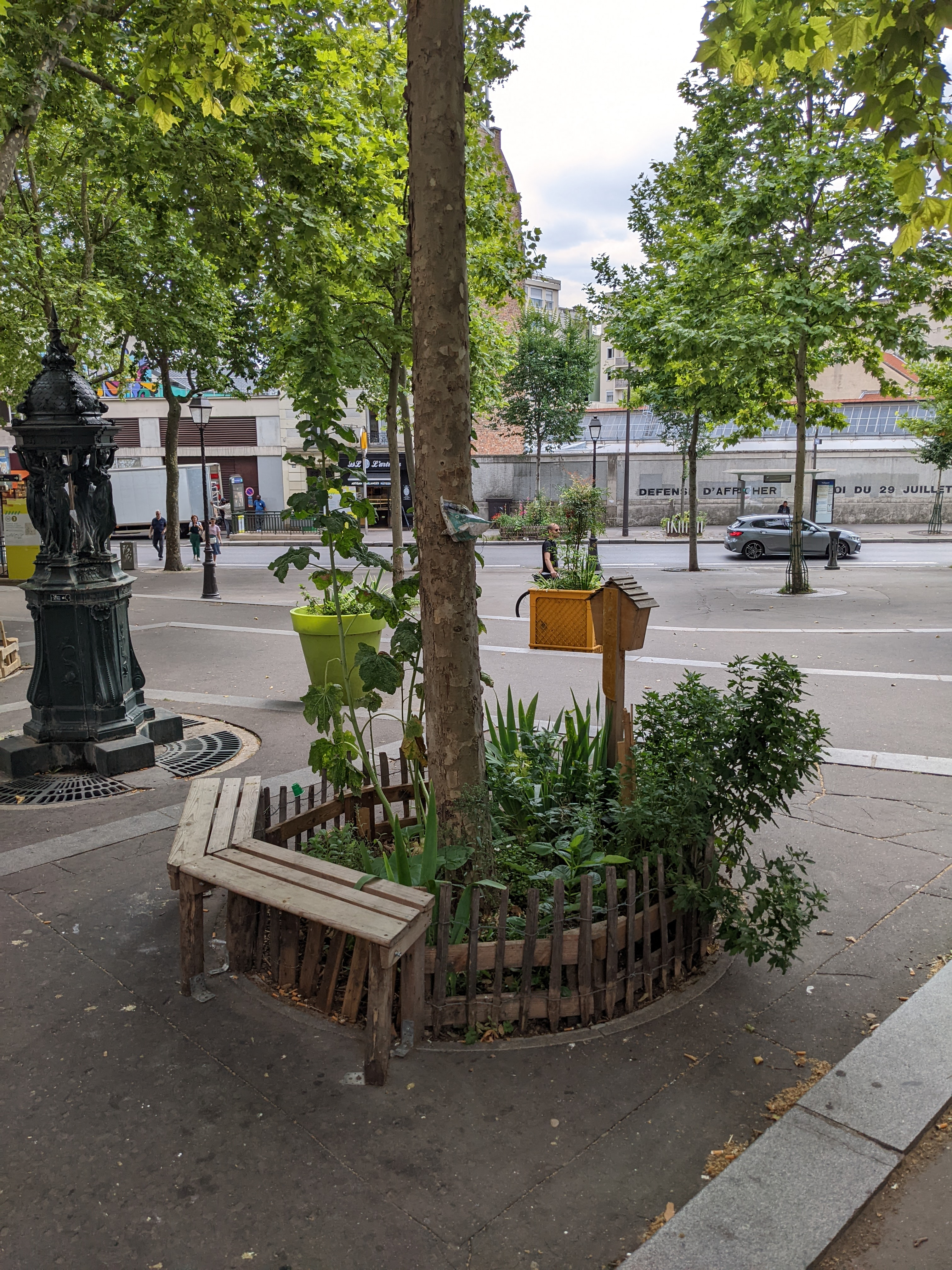
Pied d'arbre végétalisé correctement entretenu.

### Modes d'action
Le mode d'action du mouvement est principalement médiatique, notamment sur Internet, mais des manifestations sont aussi organisées, ; elles ne génèrent toutefois qu'une affluence très limitée. Pour l'universitaire Marie-Caroline Arreto, le mouvement est une entreprise de démocratie participative : des citoyens se regroupent pour « rendre aux Parisiens le Paris qu’ils aiment ».
Des initiatives de sauvegarde du patrimoine sont entreprises, comme le rachat en mai 2021 d'un banc Davioud pour 1 200 euros, grâce à une cagnotte en ligne, et le don à la mairie de ce mobilier urbain emblématique de Paris,.

### Médiatisation
Pour ses instigateurs, il s'agit de dénoncer des problèmes de voirie, réels ou perçus comme tels. Le mouvement compte plusieurs milliers de participants, dont seuls les principaux sont mis en avant, le plus souvent sous pseudonyme. Dans le même temps, le slogan est repris par des comptes politiques controversés ainsi que par des élus de droite et des médias conservateurs.
En écho à #saccageParis, l'artiste Pierre Perret évoque avec sa chanson Paris saccagé la dégradation, selon lui, de la capitale.

### Réactions de la mairie
La ville de Paris indique subir « une campagne de dénigrement via #saccageparis […] comme toutes les villes de France, Paris est confrontée à des incivilités et à des problèmes de régulation de l’espace public », tout en reconnaissant la pertinence de certaines critiques et présente en réponse un plan pour restaurer la beauté de la ville. En juillet 2021, la mairie de Paris reconnait le bien fondé de certaines critiques « #SaccageParis, c’est le même travail que nous » et considère que SaccageParis est un lanceur d'alerte. Plusieurs actions sont engagées en urgence,.
Une action culturelle et une campagne médiatique se font jour afin de répondre aux questions posées par le mouvement,. Dès juillet 2021, les bancs Champignon sont retirés, ainsi que certains bancs Mikado, ceux qui resteront en place devant être rénovés. La municipalité décide de renoncer aux plots de signalisation en plastique jaunes utilisés pour signaler les « coronapistes », les pistes cyclables temporaires ajoutées pendant la pandémie de Covid-19 ; des séparateurs en granit clair seront installés,. En janvier 2022, la ville de Paris annonce la fin des « permis de végétaliser » autour des arbres et le retour des grilles de type Davioud, en fonte ajourée, à l'exception de ceux, rares, dont « des collectifs [s’occupent] avec professionnalisme ». Des poursuites judiciaires contre les auteurs des tags sont engagées. En mars, la Mairie accepte de considérer le mouvement comme un interlocuteur légitime. Un projet de transfert de la propreté des espaces et de l’entretien du petit patrimoine aux mairies des arrondissements de Paris est annoncé en 2022.